# أندرسون لويس دا سيلفا
أندرسون لويس دا سيلفا (مواليد 22 ديسمبر 1972)، هو لاعب كرة قدم سابق كان يلعب كمدافع.

## وصلات خارجية
- أندرسون لويس دا سيلفا على موقع رابطة كرة القدم اليابانية للمحترفين (اليابانية)
- أندرسون لويس دا سيلفا على موقع قاعدة بيانات كرة القدم.إي يو (الإنجليزية)
- أندرسون لويس دا سيلفا على موقع عالم كرة القدم.نت (الإنجليزية)